# Пантократорски мост
Пантократорският мост (на гръцки: Γεφύρι στη Μονή Παντοκράτορος) е каменен мост в Света гора, Гърция.
Мостът е разположен на потока до манастира „Христос Пантократор“. Има една дъга.